# Joseph Hermann Mohr
Joseph Hermann Mohr (Siegburg, 1834 - Múnic, 1892) fou sacerdot i compositor alemany. Es dedicà amb gran èxit a implantar novament l'ús de cants virils i texts senzills emprats a Alemanya abans de la Reforma, alguns d'ells procedeixen del segle xii.
Entre les seves moltes obres cal citar: Lasset uns beten, tractat sobre la Salmodia; Cecília, llibre d'himnes amb lletra (1868: última ed., 1902); Cantate (1873), un himne i devocionari; Psalmi Officii hebdomadae Sanctae, Vesperbüchlein, Laudate dominum, Manuale Cantorum, i Psalterlein. El Cantate tingué 42 edicions, i en el primer terç del segle XX s'edità la trigèsima tercera de Cecília.